# Sympiesis lindbergi
Sympiesis lindbergi is een vliesvleugelig insect uit de familie Eulophidae. De wetenschappelijke naam is voor het eerst geldig gepubliceerd in 1960 door Ferrière.